# Rappa
Rappa (jap. RAPPA -乱波- RAPPA -Rannami-) – manga napisana przez Hideyukiego Kikuchiego i zilustrowana przez Kō Sasakurę, która ukazywana była na łamach magazynu Comic Birz w 2007 roku. Następnie rozdziały zostały zebrane przez wydawnictwo Gentōsha, które wydało w 2 tomach typu tankōbon (pierwszy wydany w 2007, a drugi w 2009).
W Polsce manga została wydana przez wydawnictwo Studio JG w 2013 roku.

## Manga
| Nr | Język japoński   | Język japoński         | Język polski  | Język polski           |
| Nr | Data wydania     | ISBN                   | Data wydania  | ISBN                   |
| -- | ---------------- | ---------------------- | ------------- | ---------------------- |
| 1  | 22 września 2007 | ISBN 978-4-344-81080-8 | 25 marca 2013 | ISBN 978-83-61356-64-6 |
| 2  | 24 czerwca 2009  | ISBN 978-4-344-81669-5 | 25 maja 2013  | ISBN 978-83-61356-66-0 |